# Ricorso gerarchico proprio
Il ricorso gerarchico proprio è un ricorso amministrativo, prodotto da chi vuole tutelare un proprio diritto o interesse legittimo contro atti della pubblica amministrazione, che è presentato all'organo gerarchicamente superiore di quello che ha prodotto l'atto verso il quale si vuole ricorrere.

## Caratteri
Il ricorso gerarchico proprio può essere proposto in un unico grado all'organismo gerarchicamente superiore; se ad esempio esiste una gerarchica di organi della pubblica amministrazione, per la quale A è gerarchicamente sovraordinato a B che a sua volta è gerarchicamente sovraordinato a C, per un atto prodotto da C, si può proporre un ricorso amministrativo gerarchico a B, ma poi, contro la decisione di B (decisione che è anch'essa un atto amministrativo), non si può poi ricorrere ad A.
Si può ricorrere contro un atto amministrativo se questo è viziato per motivi di legittimità o di merito.
Ci si è interrogati sia a livello dottrinale che giurisprudenziale quale rapporto intercorresse con il ricorso giurisdizionale. È opinione prevalente che se nei confronti dello stesso atto sia proposto quello gerarchico e quello giurisdizionale prevarrebbe sempre quest'ultimo, con la conseguenza che il ricorso gerarchico sarebbe da considerare non più ammissibile. Qualora il ricorso per via giurisdizionale sia avviato mentre è in corso quello amministrativo (perché il ricorso gerarchico è un ricorso di tal genere), gli atti devono essere automaticamente trasmessi dalla p.a. all’autorità giudicante. L’incompatibilità cui si faceva riferiment emerge  dall'art. 20, comma 2, dellalegge 1034 del 1971 (la quale istituisce i tribunali amministrativi regionali).

## Notifica
Il ricorso può essere presentato all'organo che ha emesso l'atto per il quale si ricorre, che poi lo deve comunicare all'organo gerarchicamente superiore, o direttamente a questo.
Il ricorso deve essere presentato entro 30 giorni da quando l'atto è stato notificato al ricorrente, o nel caso in cui non vi sia stata notifica, il termine decorre da quando il ricorrente ne ha avuto notizia.

## Esito
L'esito del ricorso deve essere comunicato al ricorrente entro 90 giorni dal suo ricevimento; in caso di assenza di risposta da parte della pubblica amministrazione il ricorso si intende respinto.
Nel caso in cui il ricorso sia stato respinto, il ricorrente può ricorrere al giudice amministrativo, ma può anche esperire il ricorso straordinario al Presidente della Repubblica; queste due ultime opzioni sono però alternative, per cui se si ricorre al giudice non si può più effettuare il ricorso straordinario al Presidente della Repubblica, e viceversa.